# Edward Caird
Edward Caird, född 23 mars 1835 och död 1 november 1908, var en brittisk filosof.
Caird var professor i moralfilosofi i Glasgow, och blev senare master vid Balliol College i Oxford. Han var tillsammans med Thomas Hill Green, F.H. Bradley och Bernard Bosanquet representant för den engelska nyhegelianismen. Cairds kritiska framställning av den kanstka filosofin (The critical philosophy of Immanuel Kant, 2 band, 1889) har ansetts som det mest betydande arbetet om Kant på det engelska språket. I The evolution of religion (2 band, 1893) försökte Caird visa, att religionen utgör ett väsentligt moment av medevetandet. Andra historisk-filosofiska skrifter av honom är Religion and social philosoph of Comte (1885) och Evolution of theology in the Greek philosophers (1904).